# Grupo dos Nove
O Grupo dos Nove foi um grupo de oficiais das Forças Armadas de Portugal liderados por Melo Antunes pertencente ao MFA de tendência moderada.
Publicaram em 7 de agosto de 1975, no Jornal Novo, um documento que ficou conhecido como "Documento dos Nove" ou "Documento Melo Antunes" tendo em vista a clarificação de posições políticas e ideológicas dentro e fora do Movimento das Forças Armadas e opondo-se às teses políticas do Documento "Aliança Povo/MFA,  apresentado a 8 de julho de 1975.
Os signatários originais foram nove conselheiros da revolução: Melo Antunes, Vasco Lourenço, Pedro de Pezarat Correia, Manuel Franco Charais, Canto e Castro, Costa Neves, Sousa e Castro, Vítor Alves e Vítor Crespo. De fora ficaram Marques Júnior, que não assinou por na altura estar a trabalhar com Otelo no COPCON, e Pinho Freire, que se encontrava de férias. Nas horas seguintes e ainda no dia 7, mais 15 oficiais superiores. Tendo sido distribuído nos quartéis, o documento teve a adesão de mais de 80% dos oficiais. A este esteve também ligado o coronel piloto-aviador José Morais e Silva, na altura chefe do Estado-Maior da Força Aérea.
Este grupo de militares, que representava a facção moderada do MFA, recusava tanto o modelo socialista da Europa de Leste bem como o modelo social-democrata da Europa Ocidental, defendendo um projecto socialista alternativo baseado numa democracia política, pluralista, nas liberdades, direitos e garantias fundamentais.  Defendia uma terceira via, através da criação de um amplo bloco social de apoio de um projecto nacional de transição para o socialismo, numa sociedade "sem classes, onde tenha sido posto fim à exploração do homem pelo homem" implementada "aos ritmos adequados à realidade social portuguesa".
Esta foi a  primeira demonstração publica de divergências no seio do  MFA e a marcação de uma posição clara contra a tentativa de tomada de poder pelo PCP “o caminho que as coisas estavam a tomar, isto é, o caminho de levar Portugal a tornar-se um país cada vez mais próximo do modelo soviético”. O documento defendia um entendimento à esquerda”, do qual o PCP não estava à partida excluído, desde que colocasse de lado os seus intentos hegemónicos, de forma a “conduzir o país na ordem democrática e na ordem económica e social”.
Para alcançar este objectivo e superar a «crise gravíssima que o país atravessa», era indispensável que o MFA se afirmasse como movimento «suprapartidário» e desenvolvesse «uma prática política realmente isenta de toda e qualquer influência dos partidos». Só assim, se reuniriam as condições para que o MFA recuperasse “a sua credibilidade” e cumprisse “a sua vocação histórica de árbitro respeitado e motor do processo revolucionário”.
Em resposta, com o patrocínio de Otelo Saraiva de Carvalho,  e redigido pelo Major Mário Tomé. com a contribuição de vários oficiais ligados ao COPCON, entre eles o capitão Álvaro Fernandes, o capitão João Sobral Costa, Leal de Almeida bem como os dirigentes do PRP/BR, Carlos Antunes e Isabel do Carmo, publicaram o documento “Autocrítica revolucionária do Copcon/Proposta de trabalho para um programa político” também conhecido como "Documento Copcon". Este propunha um modelo assente no poder popular basista e viria a ter o apoio do PRP/BR, do MES e da UDP.
Ao mesmo tempo, o Grupo dos Nove encarrega Ramalho Eanes de preparar os planos operacionais de repressão de uma eventual tentativa de golpe pelas fações mais radicais das Forças Armadas, quer da  “esquerda militar”, formada em torno do primeiro-ministro Vasco Gonçalves e do PCP, como dos  “militares revolucionários” que fazem parte do grupo liderado por Otelo Saraiva de Carvalho, comandante do COPCON. Pretendia-se criar um plano que impedisse a tomada de poder pelas forças mais extremistas. É nesta altura o grupo apelidado de "Plano dos Coronéis". Essa tentativa de tomada de poder veio a acontecer efetivamente a 25 de Novembro. Ramalho Eanes foi o responsável pela coordenação operacional desse plano, cujo desfecho foi favorável ao Grupo dos Nove e que o levaria posteriormente a Chefe do Estado Maior General das Forças Armadas e mais tarde a Presidente da República.